# سی‌ان‌ان مانی.کام

صفحه خانه سی‌ان‌ان مانی.کام

سی‌ان‌ان مانی (به انگلیسی: CNNMoney)، یک وب سایت خبری و مالی است که توسط سی‌ان‌ان اداره می‌شود. این وب سایت در ابتدا با سرمایه‌گذاری مشترک بین سی‌ان‌ان و مجله‌های Time Warner's Fortune and Money شکل گرفت.
سی‌ان‌ان مانی بخشی از شرکت تایم وارنر، بزرگترین شرکت رسانه‌ای دنیا است. مقر سی‌ان‌ان مانی در نیویورک در ایالات متحده آمریکا است و همچنین نخستین شبکه خبری که ۲۴ ساعته کار می‌کرده. این شبکه در اول ژوئن ۱۹۸۰ در کشور آمریکا آغاز به کار کرده. این شبکه ۷ کانال خواهر دارد که به دلیل استقبال بالا و محبوبیت این شبکه بوده‌است. پس از موفقیت‌های این شبکه این کمپانی با ایجاد شبکه‌های ماهواره‌ای، سایت‌های اینترنتی و رادیو اینترنتی محبوبیت خود را بالاتر ببرد.
در حال حاضر شبکه سی‌ان‌ان داری ۳۶ اداره که شامل ۱۰ سازمان داخلی و ۱۶ سازمان بین المللی و ۹۰۰ ایستگاه تلویزیون محلی است در ضمن دارای چند شبکه به زبان‌های مختلف است. این شبکه به دلیل گرایش‌های لیبرال خود مورد انتقاد محافل مختلف قرار گرفته. همچنین این شبکه درگیری با رئیس‌جمهور پیشین آمریکا (دونالد ترامپ) داشته و چندی پیش اعلام کرد که شانس وی برای انتخابات دوره دوم (دوره چهلم و ششم) بسیار کم است.

## تاریخچه
CNN Money در سال ۲۰۰۱ راه اندازی شد و جایگزین وب سایت CNNfn شد. تایم وارنر همچنین از قصد خود برای راه‌اندازی مجدد شبکه تلویزیونی CNNfn تحت نظارت مالی CNN Money خبر داده بود، اما ظاهراً این برنامه‌ها کنار گذاشته شدند.
پیش از ژوئن ۲۰۱۴، این وب سایت به عنوان سرمایه‌گذاری مشترک بین CNN و دو مجله تجاری منتشر شده توسط تایم وارنر اداره می‌شد. ثروت و پول. در ژوئن ۲۰۱۴، دارایی‌های انتشارات تایم وارنر با عنوان Time Inc. در نتیجه، هر سه ویژگی حضور وب جداگانه‌ای را راه‌اندازی کردند و CNN Money آرم جدیدی را معرفی کرد که نشان کلمه مجله Money را از نام تجاری خود حذف کرد. با راه‌اندازی مجدد، جف زاکر، رئیس CNN، همچنین قول همکاری بیشتر بین وب سایت و کانال CNN، مانند بخش‌های مارک دار و مارک مجدد نمایش مالی هفتگی CNN، پول شما را به عنوان CNNMoney داد.
در اکتبر ۲۰۱۸، CNN عمودی را به عنوان CNN Business دوباره راه‌اندازی کرد. این برند جدید «تحول دیجیتال تجارت و چگونگی اخلال در هر گوشه اقتصاد جهانی» متمرکز شده‌است. این راه‌اندازی مجدد همزمان با افتتاح دفتر جدید سانفرانسیسکو انجام شد. همانند CNNMoney، توسط بخش‌های مارک‌دار در تلویزیون CNN و همچنین جریان پخش مورد پشتیبانی قرار می‌گیرد.